# Sainte-Marie-de-Gosse
Sainte-Marie-de-Gosse – miejscowość i gmina we Francji, w regionie Nowa Akwitania, w departamencie Landy.
Według danych na rok 1990 gminę zamieszkiwało 815 osób, a gęstość zaludnienia wynosiła 31 osób/km² (wśród 2290 gmin Akwitanii Sainte-Marie-de-Gosse plasuje się na 510 miejscu pod względem liczby ludności, natomiast pod względem powierzchni na miejscu 345).